# Sidhe (entreprise)
Pour les articles homonymes, voir Sidhe (homonymie).
Sidhe est un studio de développement de jeu vidéo, fondé en 1997 et basé à Wellington, en Nouvelle-Zélande. 

## Histoire de la compagnie
Sidhe, Sidhe Interactive jusqu'en 2009, est fondé en 1997 à Wellington. Prodigy Design Ltd est la dénomination sociale du groupe. La compagnie est devenue le plus important studio de développement du pays. Elle a développé entièrement ou en partie une vingtaine de titres sous licence, notamment la série Rugby League. Leurs deux premiers jeux originaux, GripShift et Shatter, ont été récompensés par la Game Developpers' Association of Australia (GDAA) (Jeu sur console portable, Game Design et Level Design de l'année 2005 pour le premier, Meilleur jeu téléchargeable de l'année 2009 pour le second). En 2009, la compagnie a créé PikPok, une structure centrée sur le marché de l'iPhone et l'iPod Touch.

## Productions

### Sidhe
- Rugby League (2003)
- GripShift (2005)
- Melbourne Cup Challenge (2005)
- Rugby League 2 (2005)
- Frankie Dettori Racing (2006)
- Jackass: The Game (2007)
- Speed Racer (2008)
- Hot Wheels: Battle Force 5 (2009)
- Shatter (2009)
- Madagascar Kartz (2009)
- Rugby League 3 (Wii 2010)
- Rugby Challenge (2011)

### PikPok
- Fame  (2009)
- Flick Kick Aussie Rules (2009)
- Flick Kick Rugby (2009)
- Bird Strike (2010)

## Référence
1. ↑  (en) « GDAA Newsletter Issue 16 », gdaa.com, 16 mars 2006 (consulté le 18 janvier 2010).